# Asahikawa
Asahikawa (旭川市 (Húc Xuyên thị) Asahikawa-shi) là thành phố thuộc phó tỉnh Kamikawa, Hokkaidō, Nhật Bản. Tính đến ngày 1 tháng 10 năm 2020, dân số ước tính thành phố là 329.306 người và mật độ dân số là 440 người/km2. Tổng diện tích thành phố là 747,7 km2.